# Mateo Gutiérrez
Mateo Gutiérrez Elorza, né le 3 janvier 1941 à Burgos, mort le 9 septembre 2023 à Saragosse, était un géomorphologue, chercheur et professeur d'université espagnol.

## Biographie
Au cours de sa carrière, il a exploré divers sujets tels que les systèmes karstiques, la géomorphologie périglaciaire, la néotectonique, la géoarchéologie, l'érosion des ravins, la réponse géomorphologique aux précipitations extrêmes et la relation entre la géomorphologie et la cycles climatiques de l'Holocène. Il a également produit et édité plusieurs livres sur la géomorphologie en espagnol. Parmi ses publications se distinguent Geomorfología de España (1994) et Geomorfología climática (2001), ce dernier étant un « ouvrage bien accueilli dans les pays hispanophones, également traduit en anglais »,. Son livre de 2008 Geomorfología a été décrit comme « indispensable pour les spécialistes de géomorphologie » et un futur « classique » de la géomorphologie.
Il était internationalement considéré comme un leader et une personne cruciale dans le développement de la géomorphologie en Espagne. Gutiérrez a été internationalement reconnu pour ses efforts visant à concilier les disciplines de la géomorphologie et de la géographie. La conférence scientifique Geomorphological Research in Spain de 2011 a été inaugurée par une conférence sur les contributions de Mateo Gutiérrez.
En 2011, il a été nommé professeur émérite à l'Université de Saragosse et en 2013, il a été nommé membre de l'Académie royale des sciences exactes, physiques et naturelles, dont il a maintenu l'appartenance jusqu'à sa mort en 2023.